# Eliška Richtrová
Eliška Richtrová née Klimová est une joueuse d'échecs tchèque née le 1er juillet 1959 à Prague.
Cinq fois championne de Tchécoslovaquie (de 1979 à 1982 et en 1988), elle a obtenu le titre de maître international féminin en 1980 et celui de grand maître international féminin en 1982.

## Tournois interzonaux et tournoi des candidates
Eliška Richtrová finit quatrième du tournoi interzonal féminin en 1982, puis deuxième ex æquo en 1987 et troisième en 1990. Elle se qualifia pour le tournoi des candidates au championnat du monde d'échecs féminin en 1990 (elle marqua 2 points sur 7 et finit dernière).

## Olympiades féminines
Eliška Richtrová a représenté la Tchécoslovaquie au premier échiquier lors de trois olympiades d'échecs féminines de 1988 à 1992 (la Tchécoslovaquie était absente des olympiades de 1976 à 1986). En 2008, elle joua au quatrième échiquier pour la République tchèque (avec 5 points sur 10).